# Südostdeutsche Fußballmeisterschaft 1911/12

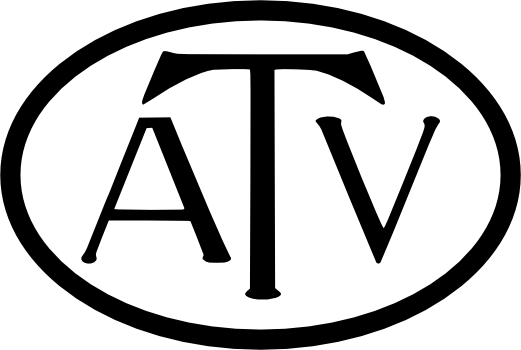
ATV Liegnitz – Südostdeutscher Meister 1912

Die südostdeutsche Fußballmeisterschaft 1911/12 war die sechste Austragung der südostdeutschen Fußballmeisterschaft des Südostdeutschen Fußball-Verbandes (SOFV). Die Meisterschaft gewann erstmals der ATV Liegnitz durch einen 5:1-Erfolg im Finale gegen den SC Germania Breslau. Durch den Gewinn der Verbandsmeisterschaft qualifizierten sich die Liegnitzer für die deutsche Fußballmeisterschaft 1911/12, bei der der Verein bereits im Viertelfinale an der SpVgg 1899 Leipzig-Lindenau mit 2:3 scheiterte.

## Modus
Die Fußballmeisterschaft wurde in diesem Jahr erneut in sechs regionalen 1. Bezirksklassen ausgespielt, deren Sieger für die Endrunde qualifiziert waren. Die Niederlausitzer Fußballmeisterschaft wurde aus Terminnot abgebrochen, wodurch kein Meister ermittelt wurde.
| Bezirk          | Bezirksmeister         |
| --------------- | ---------------------- |
| Breslau         | SC Germania Breslau    |
| Niederlausitz   | kein Meister ermittelt |
| Niederschlesien | ATV Liegnitz           |
| Oberschlesien   | SC Diana Kattowitz     |
| Posen           | DSV Posen              |
| Oberlausitz     | SC Preußen Görlitz     |

## Bezirk I Breslau

### A-Klasse
| Pl. | Verein                          | Sp. | S  | U | N  | Tore    | Quote | Punkte |
| --- | ------------------------------- | --- | -- | - | -- | ------- | ----- | ------ |
| 1.  | SC Germania Breslau (M)         | 16  | 10 | 3 | 3  | 064:280 | 2,29  | 23:90  |
| 2.  | Breslauer SC 08 (N)             | 16  | 9  | 3 | 4  | 034:330 | 1,03  | 21:11  |
| 3.  | SC Schlesien Breslau            | 16  | 9  | 2 | 5  | 046:310 | 1,48  | 20:12  |
| 4.  | SC Preußen Breslau              | 16  | 8  | 2 | 6  | 035:350 | 1,00  | 18:14  |
| 5.  | Verein Breslauer Sportfreunde a | 16  | 7  | 3 | 6  | 048:440 | 1,09  | 17:15  |
| 6.  | VfB Breslau                     | 16  | 6  | 3 | 7  | 039:360 | 1,08  | 15:17  |
| 7.  | VfR 1897 Breslau                | 16  | 7  | 1 | 8  | 039:380 | 1,03  | 15:17  |
| 8.  | SC Falke Breslau                | 16  | 5  | 2 | 9  | 021:450 | 0,47  | 12:20  |
| 9.  | ATV Breslau                     | 16  | 1  | 2 | 13 | 020:560 | 0,36  | 04:28  |

| (M) | Titelverteidiger Bezirk      |
| (N) | Aufsteiger aus der 2. Klasse |

### B-Klasse
| Pl. | Verein                              | Sp. | S  | U | N  | Tore    | Quote | Punkte |
| --- | ----------------------------------- | --- | -- | - | -- | ------- | ----- | ------ |
| 1.  | SC Pfeil Breslau                    | 15  | 13 | 0 | 2  | 065:150 | 4,33  | 26:40  |
| 2.  | SC Viktoria Breslau b               | 12  | 8  | 1 | 3  | 078:230 | 3,39  | 17:70  |
| 3.  | SC Sturm Breslau b                  | 9   | 5  | 1 | 3  | 021:140 | 1,50  | 11:70  |
| 4.  | SV Corso Breslau                    | 8   | 5  | 0 | 3  | 019:230 | 0,83  | 10:60  |
| 5.  | SC Britannia Breslau                | 10  | 4  | 2 | 4  | 023:160 | 1,44  | 10:10  |
| 6.  | FC Eintracht Breslau                | 11  | 5  | 0 | 6  | 020:340 | 0,59  | 10:12  |
| 7.  | SV Komet Breslau                    | 9   | 2  | 2 | 5  | 005:400 | 0,13  | 06:12  |
| 8.  | SC Union Breslau                    | 10  | 1  | 0 | 9  | 003:320 | 0,09  | 02:18  |
| 9.  | Olympische Vereinigung 1908 Breslau | 11  | 1  | 0 | 10 | 009:360 | 0,25  | 02:20  |

### Relegationsspiel
| Datum        |                                     | Ergebnis |                                          | Ort                     |
| ------------ | ----------------------------------- | -------- | ---------------------------------------- | ----------------------- |
| 19. Mai 1912 | SC Pfeil Breslau (Sieger 2. Klasse) | 3:1      | ATV Breslau (Letztplatzierter 1. Klasse) | Germania-Platz, Breslau |

## Bezirk II Niederlausitz
Die Niederlausitzer Meisterschaft wurde auf Grund von Terminnot bei folgendem Tabellenstand abgebrochen, was zur Folge hatte, dass kein Meister ermittelt wurde, der an der südostdeutschen Meisterschaft teilnahm.
| Pl. | Verein                    | Sp. | S | U | N | Tore    | Quote | Punkte |
| --- | ------------------------- | --- | - | - | - | ------- | ----- | ------ |
| 1.  | FC Askania Forst (M)(SOM) | 7   | 5 | 0 | 2 | 025:500 | 5,00  | 10:40  |
| 2.  | FV Brandenburg Cottbus    | 8   | 5 | 0 | 3 | 016:110 | 1,45  | 10:60  |
| 3.  | FC Viktoria Forst         | 4   | 3 | 0 | 1 | 005:100 | 0,50  | 06:20  |
| 4.  | SC Alemannia Cottbus      | 7   | 2 | 1 | 4 | 007:160 | 0,44  | 05:90  |
| 5.  | TuFC Britannia Cottbus    | 2   | 2 | 0 | 0 | 012:500 | 2,40  | 04:0   |
| 6.  | FC Deutschland Forst (N)  | 6   | 2 | 0 | 4 | 013:900 | 1,44  | 04:80  |
| 7.  | SC Viktoria Cottbus       | 6   | 2 | 0 | 4 | 006:200 | 0,30  | 04:80  |
| 8.  | FC Amicitia Forst (N)     | 4   | 0 | 1 | 3 | 003:110 | 0,27  | 01:70  |

| (SOM) | Südostdeutscher Titelverteidiger |
| (M)   | Titelverteidiger Bezirk          |
| (N)   | Aufsteiger aus der 2. Klasse     |

- Aufsteiger zur Saison 1912/13: FC Hohenzollern Forst

## Bezirk III Niederschlesien

### Gau Liegnitz
| Pl. | Verein                  | Sp. | S | U | N | Tore    | Quote | Punkte |
| --- | ----------------------- | --- | - | - | - | ------- | ----- | ------ |
| 1.  | ATV Liegnitz (M)        | 4   | 3 | 1 | 0 | 017:800 | 2,13  | 07:10  |
| 2.  | FC Viktoria 06 Liegnitz | 5   | 3 | 1 | 1 | 016:120 | 1,33  | 07:30  |
| 4.  | ATV Liegnitz II         | 4   | 1 | 0 | 3 | 015:170 | 0,88  | 02:60  |
| 3.  | FC Blitz 03 Liegnitz    | 3   | 0 | 0 | 3 | 004:150 | 0,27  | 0:60   |

| (M) | Titelverteidiger Bezirk |

### Gau Schweidnitz
In dieser Spielzeit wurde der Gau Schweidnitz eingeführt. Sieger wurde der Schweidnitzer FV 1911 vor dem Waldenburger SV 09. Ob ein Meisterschaftsspiel zwischen dem Sieger des Gaus Liegnitz und dem Sieger des Gaus Schweidnitz stattfand, ist nicht überliefert.

## Bezirk IV Oberschlesien
In dieser Spielzeit erfolgte erstmals der Versuch, eine obere, Liga-Klasse, genannte Liga einzuführen.

### Liga-Klasse
| Pl. | Verein                      | Sp. | S | U | N | Tore    | Quote | Punkte |
| --- | --------------------------- | --- | - | - | - | ------- | ----- | ------ |
| 1.  | SC Diana Kattowitz          | 8   | 6 | 0 | 2 | 013:800 | 1,63  | 12:40  |
| 2.  | FC Preußen Kattowitz        | 4   | 4 | 0 | 0 | 018:500 | 3,60  | 08:0   |
| 3.  | VfR Königshütte             | 3   | 2 | 0 | 1 | 006:500 | 1,20  | 04:20  |
| 4.  | Kattowitzer SC              | 5   | 1 | 0 | 4 | 007:170 | 0,41  | 02:80  |
| 5.  | Beuthener SuSV 09           | 2   | 0 | 0 | 2 | 004:130 | 0,31  | 0:40   |
| 5.  | SC Germania Kattowitz c (M) | 0   | 0 | 0 | 0 | 000:000 | 1,00  | 0:0    |

| (M) | Titelverteidiger Bezirk |

### Relegationsspiele
Die Sieger der drei zweitklassigen Gaueklassen Kattowitz, Beuthen und Gleiwitz spielten den Vertreter zu den Relegationsspielen aus. Hier setzte sich der  SC 08 Könighütte gegen den FC Hohenzollern Laurahütte und dem RV 1909 Gleiwitz durch.
| Datum            |                            | Ergebnis |                               | Ort      |
| ---------------- | -------------------------- | -------- | ----------------------------- | -------- |
| 20. Oktober 1912 | Kattowitzer SC (1. Klasse) | 4:1      | SC 08 Königshütte (2. Klasse) | Gleiwitz |

## Bezirk V Posen
| Pl. | Verein             | Sp. | S | U | N | Tore    | Quote | Punkte |
| --- | ------------------ | --- | - | - | - | ------- | ----- | ------ |
| 1.  | DSV Posen (M)      | 6   | 5 | 1 | 0 | 051:800 | 6,38  | 11:10  |
| 2.  | FC Britannia Posen | 6   | 4 | 0 | 2 | 021:130 | 1,62  | 08:40  |
| 3.  | SC Union Posen     | 6   | 1 | 1 | 4 | 010:350 | 0,29  | 03:90  |
| 4.  | FC Viktoria Posen  | 6   | 1 | 0 | 5 | 007:330 | 0,21  | 02:10  |

| (M) | Titelverteidiger Bezirk |

## Bezirk VI Oberlausitz
Aus dem Bezirk Oberlausitz ist das Entscheidungsspiel um die Oberlausitzer Fußballmeisterschaft überliefert. Ob es davor Gruppenspiele gab ist aktuell nicht nachzuvollziehen.
| Datum     |                        | Ergebnis |               |
| --------- | ---------------------- | -------- | ------------- |
| März 1912 | SC Preußen Görlitz (M) | 1:0      | FC Hirschberg |

## Endrunde
Die Endrunde um die südostdeutsche Fußballmeisterschaft wurde in dieser Saison erneut im K.-o.-System ausgetragen. Qualifiziert waren die Meister aus 5 Bezirken, der Bezirk Niederlausitz stellte dieses Jahr keinen Teilnehmer.

### Vorrunde
| Datum                           |                     | Ergebnis  |                    | Ort         |
| ------------------------------- | ------------------- | --------- | ------------------ | ----------- |
| 24. März 1912                   | SC Germania Breslau | 2:1 n. V. | SC Diana Kattowitz | Königshütte |
| 24. März 1912                   | ATV Liegnitz        | 2:0       | SC Preußen Görlitz | Liegnitz    |
| DSV Posen erhielte ein Freilos. |                     |           |                    |             |

### Halbfinale
| Datum                              |           | Ergebnis |                     | Ort   |
| ---------------------------------- | --------- | -------- | ------------------- | ----- |
| 31. März 1912                      | DSV Posen | 1:2      | SC Germania Breslau | Posen |
| ATV Liegnitz erhielte ein Freilos. |           |          |                     |       |

### Finale
| Datum          |                     | Ergebnis |              | Ort     |
| -------------- | ------------------- | -------- | ------------ | ------- |
| 14. April 1912 | SC Germania Breslau | 1:5      | ATV Liegnitz | Breslau |